# Liste der Kulturdenkmale in Drelsdorf
In der Liste der Kulturdenkmale in Drelsdorf sind alle Kulturdenkmale der schleswig-holsteinischen Gemeinde Drelsdorf (Kreis Nordfriesland) aufgelistet (Stand: 10. März 2025).

## Legende
In den Spalten befinden sich folgende Informationen:
- Objekt-ID: die Nummer des Kulturdenkmales
- Lage: die Adresse des Kulturdenkmales und die geographischen Koordinaten. Kartenansicht, um Koordinaten zu setzen. In der Kartenansicht sind Kulturdenkmale ohne Koordinaten mit einem roten Marker dargestellt und können in der Karte gesetzt werden. Kulturdenkmale ohne Bild sind mit einem blauen Marker gekennzeichnet, Kulturdenkmale mit Bild mit einem grünen Marker.
- Offizielle Bezeichnung: Bezeichnung des Kulturdenkmales
- Beschreibung: die Beschreibung des Kulturdenkmales
- Bild: ein Bild des Kulturdenkmales

## Sachgesamtheiten
| Objekt-ID      | Lage                                     | Offizielle Bezeichnung | Beschreibung | Bild |
| -------------- | ---------------------------------------- | ---------------------- | --- | ---- |
| 40607 Wikidata | Kniepenbarg (54° 36′ 12″ N, 9° 2′ 11″ O) | Kirche Drelsdorf       | Aktualisierung vorgesehen - Begründung: geschichtlich, künstlerisch, städtebaulich, Kulturlandschaft prägend - Schutzumfang: Kirche mit Ausstattung, Kirchhof, Grabmale bis 1870 (Kniepenbarg); Pastorat (Dorfstraße 1) | BW   |

## Bauliche Anlagen
| Objekt-ID     | Lage                                       | Offizielle Bezeichnung       | Beschreibung | Bild                             |
| ------------- | ------------------------------------------ | ---------------------------- | --- | -------------------------------- |
| 7071 Wikidata | Dorfstraße 2 (54° 36′ 19″ N, 9° 2′ 16″ O)  | Gasthaus                     | Alteintragung (Aktualisierung vorgesehen) - Begründung: Alteintragung (Aktualisierung vorgesehen) - Schutzumfang: Alteintragung (Aktualisierung vorgesehen) - Denkmaltyp: Bauliche Anlage | BW                               |
| 32301         | Dorfstraße 30 (54° 36′ 18″ N, 9° 2′ 44″ O) | Geesthardenhaus              | Geesthardenhaus; 1873; langgestreckter Backsteinbau mit reetgedecktem Halbwalmdach, Backengiebel und Lootor, angeschlossenes Wirtschaftsgebäude Backstein mit Blechverkleidung im Obergeschoss - Begründung: geschichtlich, städtebaulich, Kulturlandschaft prägend - Schutzumfang: gesamtes Objekt - Denkmaltyp: Bauliche Anlage                                                   | BW                               |
| 32300         | Dorfstraße 31 (54° 36′ 19″ N, 9° 2′ 49″ O) | Geesthardenhaus              | Geesthardenhaus; 18./19. Jh.; eingeschossiger, traufständiger Backsteinbau unter reetgedecktem Walmdach, mittig der Südfassade Hauseingang zum östlichen Wohnteil und großes Lootor zum westlichen Stallteil - Begründung: geschichtlich, städtebaulich, Kulturlandschaft prägend - Schutzumfang: gesamtes Objekt - Denkmaltyp: Bauliche Anlage                                     | BW                               |
| 3996 Wikidata | Kniepenbarg (54° 36′ 12″ N, 9° 2′ 11″ O)   | Kirche mit Ausstattung       | Alteintragung (Aktualisierung vorgesehen) - Begründung: geschichtlich, künstlerisch, städtebaulich - Schutzumfang: gesamtes Objekt - Denkmaltyp: Bauliche Anlage, Sachgesamtheit: Kirche Drelsdorf | weitere Fotos \| Fotos hochladen |
| 46848         | Süderweg 8 (54° 36′ 16″ N, 9° 2′ 22″ O)    | ehem. Schule                 | ehem. Schule; um 1920/30; eingeschossiger, langgestreckter Backsteinbau unter pfannengedecktem Schopfwalmdach, Südfassade mit drei Zwerchhäusern über den rundbogigen Eingängen - Begründung: geschichtlich, städtebaulich - Schutzumfang: gesamtes Objekt - Denkmaltyp: Bauliche Anlage                                                                                            | BW                               |
| 32297         | Süderweg 16 (54° 36′ 16″ N, 9° 2′ 28″ O)   | Wohn- und Wirtschaftsgebäude | Wohn- und Wirtschaftsgebäude; Ende 19. Jh.; eingeschossiger roter Backsteinbau unter reetgedecktem Schopfwalmdach, Wohnteil mit übergiebeltem Eingangsrisalit und Segmentbogenfenstern, Stallteil mit Rundbogentor und kleinen Gusseisenfenstern - Begründung: geschichtlich, städtebaulich, Kulturlandschaft prägend - Schutzumfang: gesamtes Objekt - Denkmaltyp: Bauliche Anlage | BW                               |
| 32303         | Süderweg 49 (54° 36′ 16″ N, 9° 2′ 59″ O)   | Uthländisches Haus           | Uthländisches Haus; 18./19. Jh.; eingeschossiger, traufständiger Backsteinbau unter reetgedecktem Schopfwalmdach, westlicher Wohnteil mit Giebel über dem Hauseingang, Stallteil mit Gusseisenfenstern und östlicher Stalltür - Begründung: geschichtlich, städtebaulich, Kulturlandschaft prägend - Schutzumfang: gesamtes Objekt - Denkmaltyp: Bauliche Anlage                    | BW                               |

## Gründenkmale
| Objekt-ID      | Lage                                     | Offizielle Bezeichnung | Beschreibung | Bild |
| -------------- | ---------------------------------------- | ---------------------- | --- | ---- |
| 19455 Wikidata | Kniepenbarg (54° 36′ 12″ N, 9° 2′ 11″ O) | Kirchhof               | Alteintragung (Aktualisierung vorgesehen) - Begründung: geschichtlich, Kulturlandschaft prägend - Schutzumfang: Kirchhof, Grabmale bis 1870 - Denkmaltyp: Gründenkmal, Sachgesamtheit: Kirche Drelsdorf | BW   |

## Quelle
- Liste der Kulturdenkmale in Schleswig-Holstein – Kreis Nordfriesland (PDF)

- Karte mit allen Koordinaten:
- OSM |
- WikiMap